# Militärapotheker
Der Militärapotheker (auch Kriegs- oder Wehrapotheker) ist ein Apotheker, der für die pharmazeutische Versorgung von Streitkräften zuständig ist. Er ist damit im Militärsanitätswesen tätig.
Bis zur 2. Hälfte des 17. Jahrhunderts bestanden keine im heutigen Sinne stehende Heere und also auch keine ständig einsatzbereiten Militärärzte oder -apotheker. Erst als man das Militärwesen zu organisieren begann, traten auch Militärapotheker in Erscheinung. Im Januar 1798 wurde er der Professor Dr. Sigismund Friedrich Hermbstädt  Generalstabsapotheker mit einem Friedensgehalt von 500 Reichstalern‚ wie es die Generalchirurgen bezogen, als erster Militärapotheker fest angestellt.
Die heutigen Militärapotheker sind im Wesentlichen in drei Gebieten tätig: praktische und wissenschaftliche Pharmazie,
Sanitätsmaterialwirtschaft und Lebensmittelchemie (in der DDR Militärmedizintechnik genannt).

## Bundeswehr
Folgende Dienstgrade (in Klammern die gleichrangigen Dienstgrade der Offiziere im Truppendienst) gibt es:
- beim Heer und der Luftwaffe
  - Stabsapotheker (Hauptmann)
  - Oberstabsapotheker (Major)
  - Oberfeldapotheker (Oberstleutnant)
  - Oberstapotheker (Oberst)
  - Generalapotheker (Brigadegeneral)
- bei der Marine
  - Stabsapotheker (Kapitänleutnant)
  - Oberstabsapotheker (Korvettenkapitän)
  - Flottillenapotheker (Fregattenkapitän)
  - Flottenapotheker (Kapitän zur See)